# Презасићеност нафтом 1980-их
Презасићеност нафтом из 1980-их била је значајан вишак сирове нафте узрокован падом потражње након енергетске кризе из 1970-их. Светска цена нафте је достигла врхунац 1980. године на преко 35 америчких долара по барелу (што је еквивалентно 134 $ по барелу по прорачуну на основу курса из 2024. године, када се коригује за инфлацију); пао је 1986. са 27 долара на испод 10 долара ( 77 долара на 29 долара у доларима из 2024). Презасићеност је почела раних 1980-их као резултат успорене економске активности у индустријским земљама због криза из 1970-их, посебно 1973. и 1979. године, и штедње енергије подстакнуте високим ценама горива. Реална вредност нафте у доларима из 2004. прилагођена инфлацији пала је са просечних 78,2 долара у 1981. на просечних 26,8 долара по барелу 1986.
У јуну 1981. Њујорк тајмс је објавио да је стигла „презасићеност нафтом“ а Тајм је навео да „свет привремено лебди у преобиљу нафте“. Међутим, Њујорк тајмс је следеће недеље упозорио да је реч „презасићеност“ погрешна и да су привремени вишкови донекле снизили цене, али су цене и даље биле знатно изнад нивоа пре енергетске кризе. Ово осећање је одјекнуло у новембру 1981, када је извршни директор Ексона такође окарактерисао презасићеност као привремени вишак и да је реч „презасићеност” пример „наше америчке склоности претераном језику”. Написао је да је главни узрок презасићености опадање потрошње. У Сједињеним Државама, Европи и Јапану потрошња нафте је пала за 13% од 1979. до 1981, „делимично, као реакција на веома велико повећање цена нафте од стране Организације земаља извозница нафте и других извозника нафте“, настављајући да тренд започет током повећања цена 1973. године.
После 1980. године, смањена потражња и повећана производња изазвали су презасићеност светског тржишта. Резултат је био шестогодишњи пад цене нафте. Само током 1986. године цена нафте је преполовљена.

## Последице
Колапс цена нафте из 1986. погодовао је земљама које су потрошачи нафте као што су Сједињене Државе и Јапан, земљама у Европи и земљама у развоју, али је представљао озбиљан губитак прихода за земље које производе нафту у северној Европи, Совјетски Савез и ОПЕК.
Мексико је имао економску и дужничку кризу 1982. Венецуеланска економија се смањила и ниво инфлације (инфлација потрошачких цена) је порастао, остајући између 6 и 12% од 1982. до 1986. Чак је и економска моћ Саудијске Арабије била значајно ослабљена.
Презасићеност је усмерила Алжир у економску рецесију и директно утицала на политику: ауторитарни режим Чадлија Бенџедида морао је да направи компромис са исламском опозицијом 1984. и да започне економске реформе разбијајући социјализам 1987. године. После октобарских нереда 1988. два пута је реформисао устав, либерализовао политички простор усред све већег незадовољства, а војска га је збацила са функције након што је његова странка изгубила прве вишестраначке изборе од исламиста.
Совјетски Савез је постао велики произвођач нафте пре презасићености. Пад цена нафте допринео је коначном колапсу нације.
У Сједињеним Државама, домаћа истраживања и број активних бушаћих платформи су драматично смањени. Крајем 1985. било је скоро 2.300 платформи за бушење бунара; годину дана касније, било их је једва 1.000. Број америчких произвођача нафте смањен је са 11.370 у 1985. на 5.231 у 1989. години, према подацима Независне нафтне асоцијације Америке. Произвођачи нафте су се уздржавали од потраге за новим нафтним пољима из страха да ће изгубити на својим инвестицијама. У мају 2007. компаније попут ExxonMobil-а нису ни изблиза улагале у проналажење нове нафте као што су то учиниле 1981.
Канада је одговорила на високе цене енергије 1970-их Националним енергетским програмом (НЕП) 1980. године. Програм је био на снази до 1985. године.